# 차오우사우루스

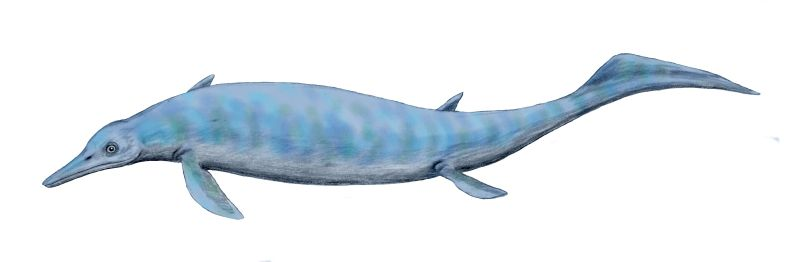

차오우사우루스(학명:Chaohusaurus geishanensis)는 어룡목 이크티오사우루스과에 속하는 어룡이다. 지금은 멸종된 어룡으로 몸길이가 0.7~1m 정도에 몸무게가 1.3~3.1kg인 작은 어룡이다.

## 특징
차오우사우루스는 현생의 돌고래와 매우 흡사한 모습을 가진 종으로 이름의 뜻은 차오우의 도마뱀이란 뜻을 가진다. 가까운 친척으로는 이크티오사우루스, 믹소사우루스, 심포스폰딜루스가 있으며 비강은 눈 소켓보다 뒤로 더 멀리 도달하지 않는다. 비강 뼈와 정면 사이의 봉합사는 횡방향이다. 전두엽에서 플랜지는 눈을 보호하기 위해 눈 소켓의 앞면 상단 가장자리를 돌출한다. 정면은 눈 소켓의 상단 가장자리의 일부이므로 측면 버트레스가 부족하다. 정면은 정수리만큼 크다. 상단 보기에서 두개골 지붕의 후면 가장자리가 노치된다. 정수리 눈 은 나중에 형태와 같이 정면 사이에 부분적으로 정수리 사이에 위치한다. 스쿼모살은 큰 원소로 단단히 융합되는 사분유만큼 크다. 기초는 좁다. 후면의 기생충의 컬트리폼 과정은 나중에 형성된 좁은 허리를 통해서가 아니라 점차 적으로 본체와 병합된다. 미각은 바시피테리구이드에 단단히 부착되지 않았기 때문에 두개골의 나머지 부분에 비해 수직의 움직임을 허용했다. 대부분에서 그러한 움직임은 불가능했다. 프리고이드 사이의 개방은 좁고 슬릿 같은 모습으로 그렇게 넓지 않았다. 프리고이드는 브레인케이스의 뒤쪽 밑면을 덮지 않는다. 목은 상대적으로 길다. 꼬리는 머리, 목 및 트렁크가 결합된 한 길쭉하다. 꼬리 베이스의 척추는 키가 크고 길다. 가장 긴 꼬리 가시가 앞쪽에 위치하여 꼬리 지느러미가 나중에 형태보다 수평이 더 높어야 한다는 것을 나타낸다. 클라비클에는 넓은 내부 플랜지가 있다. 견갑골은 짧고 길보다 넓다. 상완골은 여전히 뚜렷한 머리를 가지고 있지만 다른 이치토사우루스과에 비해 작다. 상완골은 척골에 닿는 것보다 반경에 접촉하는 더 큰 면을 갖는다. 척골의 상단은 하부 끝보다 좁아지며 크기가 같지 않는다. 일반적으로 손 뼈를 포함한 하반신의 뼈는 오히려 길어지며 디스크로 변형되지 않는다. 울골과 반경은 여전히 육지 동물과 마찬가지로 샤프트가 있다. 손목에서 피시폼은 척골 카나 손목팔만큼 크며 훨씬 작거나 결석하지 않는다. 다섯 번째 중년 은 볼록한 후방 가장자리를 가지고 있으며 네 번째 말단 손목보다 길다. 첫 번째 손가락을 줄이지 않고 5 개의 손가락들이 여전히 존재한다. 다각형적으로 손가락의 여분의 수는 부족하다. 초피알란지,초숫자 지골도 마찬가지이다. 지골 수식은 2-3-4-4-2이다. 상부 지골은 상대적으로 길어지고 넓은 것보다 길다. 낮은 질랑은 여전히 연골 아래의 골화를 표시하고 그들의 가장자리에 노치가 있다. 음모 뼈는 측면 보기에서 닫혀 신체의 후면 가장자리에서 약간의 거리에 위치한 요새 인두에 의해 천공된다. 힌드핀은 포핀만큼 크지 않고 작지도 않은 중간이다. 허벅지 뼈에서 경골에 접촉하는 패싯은 비골에 접촉하는 패싯만큼 크고 아래쪽으로 도달한다. 경골과 비골 사이에는 여전히 공간이 존재하며 두 뼈는 평평하지만 비교적 맑은 샤프트로 길어지고 있다. 원통 모양의 중족골도 마찬가지이다. 여전히 다섯 발가락이 존재하며 오히려 길쭉하고 모래 시계 모양을 하고 있다. 그것은 길쭉한 모습으로 도마뱀과 같은 모양을 가진 것이 특징이다. 이러한 비율은 척추의 다수에 기인하지 않았으며 각 개별 척추의 길쭉한 빌드에 의해 머리는 짧고 좁은 모습을 하고 있다. 뾰족한 부리와 큰 눈의 소켓, 트렁크 길이에 약 3번째를 가진 성인에서 그 이빨은 눈에 띄게 다르다. 위턱은 무딘이 존재하며 뒤쪽 아래턱은 볼록한 프로파일이 있는 구근이고 목이 상대적으로 길다. 차오우사우루스는 다리는 끈으로 비우기 보단 플리퍼를 가지고 있으며 꼬리지느러미는 짧고 넓은 사이드 뷰를 기반으로 한다. 이크티오사우루스과의 공통적인 특성을 가진 종으로 두개골이 짧고 넓으며 브레인케이스 후면 하부 끝에 있는 기초페노이드는 후면 두개골의 하부 뼈인 바리오치피탈과 융합되지 않는다. 눈에 띄는 기저의 특성은 넓은 부족이다. 나중에 형성된 트렁크에 비해 더 길다. 또한 주나가는 상대적으로 짧으며 눈 소켓 뒤에 있는 부분의 약 2배에 불과하다. 또한 초기 유래 특성은 꼬리의 척추의 상대적 부족이다. 상완골은 앞가장자리에 플랜지가 있지만 이차적으로 감소되지는 않는다. 플랜지는 작은 노치가 있다. 다섯 번째의 중족골은 짧아지고 첫 번째 중족골은 더 짧다. 다섯 번째 발가락은 첫 번째 발가락보다 짧다. 개골은 다소 평평하다. 트렁크 척추는 잘 발달된 트랜스버라블 공정을 갖추고 있다. 전두엽은 눈 소켓의 가장자리에서 정면을 제외하고, 파생 된 특성을 터치한다. 칼세유는 더 크다. 첫 번째 대랄 리브에는 확장된 외부 끝이 있다. 두 번째 성골 리브에는 테이퍼드 끝이 있다. 양턱에는 20~30개의 뾰족한 이빨과 구근의 이빨을 가진 것이 특징이다. 먹이로는 당대에 살았던 물고기, 갑각류, 조개 등을 잡아먹고 살았을 육식성의 포식자로 추정이 된다.

## 생존시기와 서식지와 화석의 발견
차오우사우루스가 생존하던 시기는 중생대의 트라이아스기 초기로서 지금으로부터 2억 4500만년전~2억 2200만년전에 살았던 종이다, 생존했던 시기에는 동남아시아를 중심으로 생활했던 종으로 추정이 된다. 화석의 발견은 1972년에 중국의 후베이성에서 트라이아스기에 형성된 지층에서 고생물학자들에 의해 처음으로 발견되어 새로이 명명된 종이다.

## 같이 보기
- 파충류
- 중생대
- 트라이아스기
- 화석